# تزييف عميق
التزييف العميق (بالإنجليزية: Deepfake)‏ هي تقنية تقومُ على صنعِ فيديوهات مزيّفة عبر برامج الحاسوب من خِلال تعلّم الذكاء الاصطناعي. تقومُ هذهِ التقنيّة على محاولة دمجِ عددٍ من الصور ومقاطع الفيديو لشخصيّةٍ ما من أجلِ إنتاج مقطع فيديو جديد – باستخدام تقنية التعلم الآلي – قد يبدو للوهلة الأولى أنه حقيقي لكنّه في واقع الأمر مُزيّف.
على الرغم من أن إنشاء المحتوى الزائف ليس ظاهرة جديدة، فإن التزييف العميق يتميز باستخدام أدوات وتقنيات التعلم الآلي والذكاء الاصطناعي،  بما في ذلك خوارزميات التعرف على الوجه والشبكات العصبية الاصطناعية مثل المشفرات التلقائية التباينية (VAEs) والشبكات التوليدية التنافسية (GANs). وفي المقابل، يعمل مجال الطب الشرعي الرقمي على تطوير تقنيات للكشف عن الصور المعدلة.
كما أثار الأكاديميون مخاوف بشأن احتمالية استخدام التزييف العميق للترويج للمعلومات المضللة وخطاب الكراهية والتدخل في الانتخابات. وقد استجابت صناعة تكنولوجيا المعلومات والحكومات لهذه المخاوف بتقديم توصيات للكشف عن هذه التقنية والحد من استخدامها.
استُعمِلت هذه التقنيّة في إنشاءِ مقاطع فيديو إباحيّة مزيفة لعددٍ من المشاهير، كما استُخدمت في أحيان أخرى لخلق أخبار كاذبة، ومُحاولة خدع القُرّاء والانتقام الاباحي.

## التاريخ

صورة للممثلة سيدني سويني تم إنشاؤها بواسطة ستيبل ديفيوجن

طُورت تقنيات التلاعب بالصور في القرن التاسع عشر، وسرعان ما وجدت طريقها إلى عالم السينما. وشهدت هذه التقنيات تطورًا تدريجيًا على مدار القرن العشرين، قبل أن تشهد تسارعًا ملحوظًا مع ظهور الفيديو الرقمي.
أما تقنية التزييف العميق، فقد بدأت تظهر في أبحاث المؤسسات الأكاديمية منذ تسعينيات القرن العشرين، ثم تبعها الهواة في المجتمعات الرقمية عبر الإنترنت. وفي الآونة الأخيرة، تبنت الصناعة هذه التقنيات واستخدمتها على نطاق واسع.
لقد حدث تطويرٌ كبيرٌ لهذه التقنيّة على مستويينِ؛ الأول أكاديمي وقانوني نوعًا ما والثاني غير قانوني حيثُ يقومُ فيهِ مبرمجون هواة بعمليات التطوير لا غير.

### البحث الأكاديمي
يتمّ استغلال هذه التقنيّة في المجال الأكاديمي في بضعِ مجالات على رأسها مجال الرؤية الحاسوبيّة وهو حقل فرعي لعلوم الكمبيوتر يستند غالبًا إلى الذكاء الاصطناعي بحيثُ يركز على معالجة الكمبيوتر للصور ومقاطع الفيديو الرقمية بشكلٍ آلي. يُعدّ برنامج فيديو ريرايت (بالإنجليزية: Video Rewrite)‏ الذي صدرَ في عام 1997 أوّل معالم هذه القنية حيثُ قام بتعديل فيديو لشخصٍ يتحدث في موضوع مُعيّن إلى فيديو لنفسِ الشخص يتحدث في موضوع آخر من خِلال استغلال الكلمات التي نطقها ذاك الشخص ومُحاولة ترتيبها في سياقٍ مختلف لتكوين جملٍ جديدة لم يقلها الشخص في الفيديو أصلًا.
ركّزت المشاريع الأكاديمية المُعاصرة على إنشاء مقاطع فيديو أكثر واقعية وعلى جعل التقنية أكثر بساطة وأكثر سهولة. بحلول عام 2017؛ ظهر للوجود برنامجُ سانثيسيزينغ أوباما (بالإنجليزية: Synthesizing Obama)‏ الذي نشرَ فيديو للرئيس الأمريكي السابق باراك أوباما وهوَ يتكلّم بصوتٍ عالٍ حول هذه التقنيّة مُحاولًا شرحَ مخاطرها وهو ما لم يفعلهُ الرئيس الأمريكي أصلًا بل إنّ البرنامج قامَ بجمعِ عددٍ من فيديوهات الرئيس ثمّ حاولَ استخراج الكلمات التي يحتاجها – والتي نُطقت في سياقٍ مختلفٍ – من أجلِ استعمالها في الفيديو الوهميّ الجديد. عَرفت هذه التقنية تطورًا إضافيًا بعد ظهور برنامج فايس تو فايس (بالإنجليزية: Face2Face)‏ الذي صدرَ عام 2016 والذي يقومُ بمحاكاة تعبيرات وجه شخص في فيديو قديم مُحولًا إيّاها إلى تعبيرات جديدة حسبَ رغبة المستخدم.

#### مناهج العلوم الاجتماعية والإنسانية في التعامل مع التزييف العميق
في دراسات السينما، تكشف تقنيات التزييف العميق عن الوجه البشري ككيان مركزي للتناقض في العصر الرقمي. وقد استغل فنانو السينما هذه التقنيات لإعادة صياغة تاريخ السينما بطريقة مرحة، وذلك بإعادة مزج الأفلام الكلاسيكية مع وجوه نجوم جدد. وبدوره، يحلل الناقد السينمائي كريستوفر هوليداي كيف يؤدي استبدال جنس وعرق الممثلين في مشاهد سينمائية مألوفة إلى زعزعة ثوابت التصنيفات الجنسية. كما نجد أن فكرة "تحويل" التزييف العميق إلى انحراف قد حظيت باهتمام أوليفر م. جينجريتش في تحليله للأعمال الفنية الإعلامية التي تستغل التزييف العميق لإعادة تشكيل الجنس. ومن الأمثلة على ذلك عمل الفنان البريطاني جيك إلويس زيزي: تحويل مجموعة البيانات إلى شاذة، والذي يستخدم تقنيات التزييف العميق لملكات السحب في لعبة جندرية متعمدة. وبالتوازي مع ذلك، بدأ الباحثون في استكشاف الأبعاد الجمالية لتقنيات التزييف العميق. ويشير مؤرخ المسرح جون فليتشر إلى أن العروض الأولى للتزييف العميق قد قدمت كأداء مسرحي، مما يفتح آفاقًا جديدة للنقاش حول "التحولات المزعجة" التي تمثلها هذه التقنية كنوع أدائي جديد.
ناقش الفلاسفة وعلماء الإعلام أخلاقيات التزييف العميق خاصة فيما يتعلق بالمواد الإباحية. تستعين عالمة الإعلام إميلي فان دير ناجل بالبحث في دراسات التصوير الفوتوغرافي للصور المُتلاعب بها لمناقشة أنظمة التحقق، التي تسمح للنساء بالموافقة على استخدام صورهن.
بعيدًا عن المواد الإباحية، صاغ الفلاسفة التزييف العميق باعتباره "تهديدًا معرفيًا" للمعرفة، وبالتالي للمجتمع. وهناك العديد من الاقتراحات الأخرى حول كيفية التعامل مع المخاطر التي تطرحها تقنية التزييف العميق، والتي تتجاوز المواد الإباحية لتشمل الشركات والسياسيين وغيرهم، من "الاستغلال والترهيب والتخريب الشخصي". وقد حظيت هذه التقنية بنصيب وافر من المناقشات العلمية حول الاستجابات القانونية والتنظيمية المحتملة في كل من الدراسات القانونية ودراسات الإعلام. وفي سياق دراسات علم النفس والإعلام، يناقش الباحثون آثار التضليل الذي يستخدم تقنية التزييف العميق، والتأثير الاجتماعي لهذه التقنية.
في حين تركز معظم الدراسات الأكاديمية باللغة الإنجليزية حول تقنية التزييف العميق على المخاوف الغربية بشأن التضليل والمواد الإباحية، قام عالم الأنثروبولوجيا الرقمية غابرييل دي سيتا بتحليل الاستقبال الصيني لتقنية التزييف العميق، والتي تُعرف باسم هوانليان، والتي تُترجم إلى "تغيير الوجوه". لا يحتوي المصطلح الصيني على كلمة "مزيف" الموجودة في المصطلح الإنجليزي، ويزعم دي سيتا أن هذا السياق الثقافي قد يفسر سبب تركيز الاستجابة الصينية بشكل أكبر على الاستجابات التنظيمية العملية لـ "مخاطر الاحتيال، وحقوق الصورة، والربح الاقتصادي، واختلال التوازن الأخلاقي".

#### أبحاث علوم الحاسوب حول التزييف العميق
كان من أبرز المشاريع المبكرة في هذا المجال برنامج إعادة كتابة الفيديو الذي نُشر عام 1997. وقد عُدلت فيه لقطات فيديو لشخص يتحدث لتصويره وهو ينطق كلمات مسار صوتي مختلف. وكان أول نظام أتمتة هذا النوع من إعادة تنشيط الوجه بالكامل، وقد استخدم تقنيات التعلم الآلي لإيجاد صلات بين الأصوات التي يصدرها الشخص وشكل وجهه.
ركزت المشاريع الأكاديمية اللاحقة على إنتاج مقاطع فيديو أكثر واقعية وتحسين التقنيات المستخدمة. ومن الأمثلة على ذلك برنامج "توليف أوباما" الذي نُشر عام 2017، والذي عُدلت فيه لقطات فيديو للرئيس الأمريكي السابق باراك أوباما لتصويره وهو ينطق كلمات مسار صوتي آخر. وقد اعتبر الباحثون أن المساهمة الرئيسية لهذا المشروع هي التقنية الواقعية التي استخدمها لتوليد حركات الشفاه من الصوت. كما ظهر برنامج "وجه لوجه" (بالإنجليزية: Face2Face)‏ عام 2016 والذي عُدلت فيه لقطات فيديو لوجه شخص ما لتصويره وهو يقلد تعبيرات وجه شخص آخر بشكل فوري. وقد اعتبر الباحثون أن المساهمة الرئيسية لهذا المشروع هي إيجاد طريقة جديدة لإعادة تمثيل تعبيرات الوجه بشكل فوري باستخدام كاميرا لا تلتقط العمق، مما يجعل هذه التقنية متاحة للاستخدام مع الكاميرات الشائعة.
في أغسطس 2018 نشر باحثون من جامعة كاليفورنيا في بيركلي بحثًا قدموا فيه تطبيقًا مبتكرًا لإنشاء رقصة وهمية، حيث يمكن للذكاء الاصطناعي أن يُوهم المشاهد بمهارة رقص عالية. يوسع هذا المشروع نطاق تقنية التزييف العميق لتشمل الجسم بأكمله، على عكس الأعمال السابقة التي كانت تركز على الوجه أو أجزاء منه فقط.
أظهر الباحثون كذلك أن تقنية التزييف العميق تتعدى ذلك لتصل إلى مجالات أخرى، مثل التلاعب بالصور الطبية. في هذا السياق، بيّنوا كيف يمكن للمخترقين أن يقوموا بزرع أو حذف ورم رئوي بشكل آلي في فحص التصوير المقطعي المحوسب ثلاثي الأبعاد للمريض. كانت النتيجة محاكاة واقعية للغاية لدرجة أنها استطاعت تضليل ثلاثة أخصائيين في الأشعة والذكاء الاصطناعي متخصصين في اكتشاف سرطان الرئة. وللتأكيد على خطورة هذا التهديد، نفذ الباحثون هجومًا مماثلًا بنجاح على أحد المستشفيات في اختبار اختراق أخلاقي.
أجرى استطلاع للرأي نُشر في مايو 2020 مسحًا زمنيًا لتطور تقنيات توليد المحتوى المزيف واكتشافه على مدى السنوات القليلة الماضية. وقد حدد هذا الاستطلاع التحديات الجوهرية التي يواجهها الباحثون في هذا المجال، والتي يمكن تلخيصها فيما يلي:
1. التعميم: تطوير نماذج قادرة على توليد محتوى مزيف بجودة عالية وباستخدام كمية بيانات تدريب أقل، مع القدرة على التعامل مع هويات جديدة.
2. التدريب المقترن: التغلب على الصعوبات المرتبطة بإقران البيانات المطلوبة لتدريب النماذج، وذلك من خلال استخدام تقنيات مثل التدريب الذاتي الإشرافي أو الشبكات غير المقترنة.
3. تسرب الهوية: معالجة مشكلة انتقال بعض خصائص "السائق" إلى الوجه الناتج، باستخدام تقنيات مثل آليات الانتباه وفك التشابك.
4. الانسدادات: التعامل مع العقبات التي تسببها العناصر التي تحجب الوجه، مثل الأيدي أو النظارات، وذلك من خلال تقنيات مثل تجزئة الصور أثناء التدريب.
5. التماسك الزمني: تحسين واقعية الفيديوهات المزيفة من خلال تضمين سياق الإطارات السابقة أو استخدام دالات خسارة مخصصة لتحقيق التماسك بين الإطارات.

بشكل عام، يتوقع الخبراء أن يكون لتقنية التزييف العميق آثار عميقة على مختلف المجالات، بما في ذلك: وسائل الإعلام، وإنتاج المحتوى الإعلامي، وتمثيل الأفراد في الإعلام، وجمهور الإعلام، والجنس، والقانون، والتنظيم، والسياسة.

### تطوير الهواة
نشأَ مصطلح التزييف العميق في نهاية عام 2017 من أحدِ مستخدمي ريديت والذي سمّى نفسه ديب فايكس (بالإنجليزية: deepfakes)‏. قام هذا المستخدم وآخرون بمشاركة فيديوهات إباحية مزيّفة كانوا قد صنعوها لمشاهير؛ حيثُ قاموا مثلًا بتحميل فيديوهات يظهرَ فيها ممثلون إباحيون حقيقيون ثمّ استبدلوا وجهَ الممثل الإباحي بوجهِ ممثل أمريكي مشهور. حقّقت تلك الفيديوهات نسب مشاهدات عاليّة كما تمّ تداولها على نطاقٍ كبيرٍ في مواقع التواصل كونها «مُتقنَة نوعًا ما» ومن الصعبِ معرفة ما إذا كانت مزيّفة أم لا وخاصّة الفيديو المزيّف للممثل الأمريكي نيكولاس كيج والذي كان «واقعيًا» وصدقهُ الكثير. في ديسمبر 2017؛ نشرت سامانثا كول مقالةً حول موضوع التزييف العَميق في مجلّة فيس ولفتت الانتباه فيها إلى الفيديوهات التي يتمّ مشاركتها على مواقع التواصل وكيفَ تُساهم في ترويج الأخبار الكاذبة أو المُزيّفة.
بحلول فبراير 2018 وبعد أن كَثُر الحديث حول هذه التقنيّة قام موقع ريديت بحظر المُستخدم ديب فايكس (بالإنجليزية: deepfakes)‏ بدعوى نشرهِ لمقاطع فيديو إباحية مزيّفة كما قامت باقي المواقع بحظرِ كل من يروّج لهذهِ التقنيّة بما في ذلك موقع التواصل الاجتماعي المُصغّر تويتر وكذا موقع بورن هاب الإباحي. ومع ذلك؛ لا تزال هناك مجتمعات أخرى على الإنترنت – بما في ذلك مجتمعات ريديت – تعملُ على مشاركة الفيديوهات المصنوعة بهذهِ التقنيّة بل يقومُ بعضٌ من مستخدمي ريديت بنشرِ فيديوهات وصور مزيّفة لعددٍ من المشاهير والسياسيين ولا تمّت للحقيقة بصلة، في حين تُواصل المجتمعات الأخرى على الإنترنت مشاركة هذهِ المواد بعلمٍ أو بدونِ علم.

### التطوير التجاري
في يناير 2018؛ أُطلق برنامج فايك آب (بالإنجليزية: FakeApp)‏ للحواسيب. يسمحُ هذا البرنامج للمستخدمين بإنشاء ومشاركة مقاطع الفيديو بسهولة مع تغيير الوجوه، حيثُ يستخدم شبكة عصبية اصطناعية وقوة معالج رسومات وثلاثة إلى أربعة جيجا بايت من مساحة التخزين لإنشاء الفيديو المزيف؛ وَللحصول على معلومات مفصلة يحتاج البرنامج إلى إدخال الكثير من المواد المرئية لنفسِ الشخص لمعرفة جوانب الصورة التي يجب تبادلها باستخدام خوارزمية التزييف العميق القائمة على تسلسل الفيديو والصور. يستخدم البرنامج عددًا من التقنيّات بما في ذلك تنسرفلو من جوجل كما يعتمدُ على خوارزميّة برنامج ديب دريم (بالإنجليزية: DeepDream)‏. بشكلٍ عام؛ يُعدّ المشاهير الموضوع الرئيسي لمقاطع الفيديو المزيفة هذه لعدّة أسباب من بينها سهولة جمع فيديوهات عنهم من النت على عكسِ الأشخاص العاديين.
وقد بدأت الشركات الكبرى في استخدام تقنية التزييف العميق. فمن الممكن الآن إنشاء مقاطع فيديو تدريبية للشركات باستخدام صور رمزية مزيفة وأصواتهم، مثلما تفعل شركة "سينثيسيا" التي تستخدم تقنية التزييف العميق مع الصور الرمزية لإنشاء مقاطع فيديو مخصصة. كما أن الشركة المشغلة لتطبيق "مومو" للهواتف الذكية قد أنشأت تطبيقًا آخر يسمى "زاو" (بالإنجليزية: Zao)‏ والذي يسمح للمستخدمين بفرض وجوههم على مقاطع تلفزيونية وأفلام بضغطة زر واحدة. وأعلنت شركة "داتا غريد" اليابانية المتخصصة في الذكاء الاصطناعي تمكنها من إنشاء تزييف عميق للجسم بالكامل، مما يمكنه من توليد شخص كامل من الصفر.
في عام 2020 ظهرت أيضًا مقاطع صوتية مزيفة، وبرامج ذكاء اصطناعي قادرة على اكتشاف هذه المقاطع الصوتية المزيفة، واستنساخ الأصوات البشرية بعد خمس ثوانٍ فقط من الاستماع إليها. وتم إطلاق تطبيق "إمبريشنز" (بالإنجليزية: Impressions)‏ للهواتف المحمولة والذي يتخصص في إنشاء مقاطع صوتية مزيفة في مارس 2020. وقد كان هذا التطبيق هو الأول من نوعه في مجال إنشاء مقاطع فيديو مزيفة للمشاهير من الهواتف المحمولة.
هناك أيضًا بدائل مفتوحة المصدر لبرنامج فايك آب الأصلي مثلَ ديب فايس (بالإنجليزية: DeepFace)‏، فايس سواب (بالإنجليزية: FaceSwap)‏ المُستضاف حاليًا على غيت هاب، وماي فايك آب (بالإنجليزية: myFakeApp)‏ المستضاف حاليًا على موقع بيت باكيت.

### تجسيد الأموات
إن قدرة تقنية التزييف العميق على اختلاق رسائل وأفعال الآخرين قد امتدت لتشمل حتى الأفراد المتوفين. ففي 29 أكتوبر 2020، نشرت كيم كارداشيان مقطع فيديو يظهر تصوير تجسيمي لوالدها الراحل، روبرت كارداشيان، أنتجته شركة كاليدا، والتي استخدمت مزيجًا من الأداء وتتبع الحركة والمؤثرات الصوتية والبصرية وتقنيات التزييف العميق لخلق هذا الوهم.
وفي عام 2020 تم إنشاء مقطع فيديو مزيف لخواكين أوليفر، ضحية إطلاق النار في باركلاند، كجزء من حملة سلامة الأسلحة. وقد تعاون والدا أوليفر مع منظمة "غيّر المرجع" غير الربحية و"ميكان هيلث" لإنتاج مقطع فيديو يشجع فيه أوليفر الناس على دعم تشريعات سلامة الأسلحة والسياسيين المؤيدين لها.
وفي عام 2022 استُخدم مقطع فيديو مزيف لإلفيس بريسلي في برنامج "أمريكا غوت تالنت" في موسمه السابع عشر. كما استخدم إعلان تلفزيوني مقطع فيديو مزيفًا لعضو فرقة البيتلزجون لينون الذي قُتل عام 1980.

## التقنيات
تعتمد تقنية التزييف العميق على نوع خاص من الشبكات العصبية يُعرف بالمشفر التلقائي. تتألف هذه الشبكات من مرحلتين رئيسيتين: الأولى هي المشفر الذي يعمل على تقليص الصورة إلى تمثيل كامن ذي أبعاد أقل، والثانية هي فك التشفير الذي يقوم بإعادة بناء الصورة من هذا التمثيل الكامن. تستغل تقنية التزييف العميق هذه البنية من خلال استخدام مشفر عالمي يقوم بتشفير وجه الشخص في هذا التمثيل الكامن.[بحاجة لمصدر] يحتوي هذا التمثيل الكامن على السمات الأساسية لملامح الوجه وحركة الجسم. يمكن بعد ذلك استخدام نموذج مدرب خصيصًا للشخص المستهدف لفك تشفير هذا التمثيل، مما يعني أن الملامح التفصيلية للشخص المستهدف ستُفرض على ملامح الوجه والجسم الأساسية للفيديو الأصلي الممثلة في التمثيل الكامن.[بحاجة لمصدر]
يشمل أحد التطويرات الشائعة لهذه البنية ربط شبكة توليدية تنافسية بمرحلة فك التشفير. تتكون شبكة تعلم الآلة العدائي من مولد، وهو في هذه الحالة مرحلة فك التشفير، ومميز يتنافسان مع بعضهما البعض. يقوم المولد بإنشاء صور جديدة من التمثيل الكامن للمادة المصدرية، بينما يحاول المميز تحديد ما إذا كانت الصورة حقيقية أم مزيفة.[بحاجة لمصدر] يؤدي هذا التنافس إلى تحسين قدرة المولد على إنشاء صور واقعية للغاية، حيث يتم اكتشاف أي عيوب من قبل المميز وتصحيحها باستمرار. هذا التطور المتبادل بين المولد والمميز يجعل من الصعب مكافحة التزييف العميق، حيث أنه يتطور باستمرار؛ فكلما تم اكتشاف عيب جديد، يتم إيجاد حل له.

## التطبيقات

### التمثيل
ظهرت في الأفلام من قبل نسخ رقمية لممثلين محترفين، ومن المتوقع أن يؤدي التقدم في تقنية التزييف العميق إلى زيادة إمكانية الوصول إلى هذه النسخ وتطوير فعاليتها. وقد شكل استخدام تقنيات الذكاء الاصطناعي قضية رئيسية في إضراب نقابة ممثلي الشاشة ورابطة ممثلي الشاشة لعام 2023، حيث أتاحت التقنيات الحديثة إمكانية إنشاء وتخزين صور رقمية للاستعاضة عن الممثلين أنفسهم.
حسنت شركة والت ديزني مؤثراتها البصرية بشكل ملحوظ من خلال اعتماد تقنية متطورة لتبديل الوجوه بدقة عالية. وقد تمكنت ديزني من تطوير هذه التقنية من خلال تدريب خوارزمياتها بشكل متكرر لتحديد تعبيرات الوجه بدقة، ومن ثم تنفيذ عملية تبديل الوجوه وتكرارها لتحسين النتائج بشكل مستمر. وتوفر هذه التقنية المبتكرة لتزييف الوجوه بدقة عالية وفورات كبيرة في التكاليف التشغيلية والإنتاجية. إذ يستطيع نموذج ديزني لتوليد التزييف العميق إنتاج وسائط رقمية عالية الدقة بحجم 1024 × 1024 بكسل، مقارنة بالنماذج التقليدية التي تنتج وسائط بدقة أقل بكثير (256 × 256 بكسل). وتتيح هذه التقنية لشركة ديزني إمكانية إزالة آثار الشيخوخة من الشخصيات أو حتى إحياء شخصيات ممثلين رحلوا عن عالمنا. وقد سبق للمعجبين استخدام تقنيات مماثلة، وإن كانت بشكل غير رسمي، لإدراج وجوه شخصيات محببة في أعمال فنية موجودة، مثل إدراج وجه هاريسون فورد الشاب على وجه شخصية هان سولو في فيلم سولو: قصة من حرب النجوم. كما استخدمت ديزني نفسها تقنية التزييف العميق في فيلم روج ون: قصة من حرب النجوم لإعادة ظهور شخصيتي الأميرة ليا وغراند موف تاركين.
استعان الفيلم الوثائقي "أهلًا بكم في الشيشان" لعام 2020 بتقنية التزييف العميق لإخفاء هويات المشاركين في المقابلات، وذلك بهدف حمايتهم من الانتقام المحتمل.
طورت وكالة "كرييتيف آرتيستس إيجنسي" مرفقًا لالتقاط صورة للممثل "في يوم واحد" بغرض تطوير نسخة رقمية منه، تخضع لسيطرة الممثل أو ورثته إلى جانب حقوق شخصيته الأخرى.
شملت قائمة الشركات التي استخدمت نسخًا رقمية لممثلين محترفين في إعلاناتها كلًا من بوما ونايكي وبروكتر وغامبل.
أتاح التزييف العميق إمكانية تصوير ديفيد بيكهام بعدة لغات بلغت قرابة التسع لغات، وذلك في حملة توعية مكافحة الملاريا.
في فيلم الخيال العلمي الهندي التاميلي لعام 2024 الأعظم على مر العصور، تم تصوير النسخة المراهقة من شخصية فيجاي جيفان بواسطة أياز خان، ثم تم استخلاص وجه فيجاي المراهق من خلال تقنية التزييف العميق المعتمدة على الذكاء الاصطناعي.

### الفن
في مارس 2018 قدم الفنان المتعدد المواهب جوزيف إيرلي عملًا فنيًا بصرياً يحمل عنوان "العاطفة الأبدية 2.0". وقد ابتكر إيرلي شخصية افتراضية مستخدمًا تقنية التزييف العميق، وهي نسخة مُصطنعة من أورنيلا موتي النجمة السينمائية الإيطالية الشهيرة في الثمانينيات. هذه التقنية، التي تجد تطبيقات واسعة في مجالات التعليم والإعلام، تتيح إنتاج مقاطع فيديو واقعية ومحتوى تفاعلي، مما يفتح آفاقًا جديدة للتواصل مع الجماهير. ومع ذلك، فإن هذه التقنية تحمل في طياتها مخاطر، لا سيما في مجال نشر المعلومات المضللة، مما يستدعي ضرورة استخدامها بحذر ووضع ضوابط صارمة لها.
أشار معهد ماساتشوستس للتقانة إلى هذا العمل في دراسة حول "الحكمة الجماعية". واستغل الفنان هذه القفزة الزمنية لشخصية أورنيلا موتي لاستكشاف الانعكاسات الثقافية بين الأجيال، كما طرح تساؤلات حول دور الاستفزاز في عالم الفن. من الناحية التقنية، استخدم إيرلي لقطات لعارضة الأزياء كيندال جينر، ثم استبدل برنامج الحاسوب وجه جينر بوجه أورنيلا موتي المُنشأ باستخدام تقنيات الذكاء الاصطناعي. وبهذه الطريقة، حصلت الشخصية الافتراضية على وجه الممثلة الإيطالية وجسد عارضة الأزياء الأمريكية.
انتشرت تقنية التزييف العميق انتشارًا واسعًا في ميدان السخرية والتقليد، حيث استخدمت لمحاكاة المشاهير والسياسيين. ويمثل مسلسل "العدالة المتكبرة" (Sassy Justice) الذي أنتج عام 2020 على يد تري باركر ومات ستون مثالًا صارخًا على ذلك، إذ استخدم المسلسل شخصيات عامة مزيفة بشكل كبير للسخرية من الأحداث الجارية والتوعية بمخاطر تقنية التزييف العميق.

### الابتزاز
يمكن استغلال المواد المزيفة في ابتزاز افتراضي بهدف تشويه سمعة الأبرياء ظلماً. وقد حذر تقرير صادر عن مجلس البحوث التابع للكونغرس الأمريكي من احتمال استغلال هذه المواد لابتزاز المسؤولين المنتخبين أو أصحاب الولوج إلى معلومات سرية بغرض التجسس أو التأثير عليهم.
بيد أن صعوبة التمييز بين الحقيقة والزيف قد مكّنت ضحايا الابتزاز الحقيقي من الادعاء بأن الأدلة المقدمة ضدهم مزيفة، مما يمنحهم حجة قوية للإنكار. ونتيجة لذلك، تضعف مصداقية مواد الابتزاز، ويقل بذلك تأثير المبتزين وتهديداتهم. ويمكن إطلاق تسمية "تضخم الابتزاز" على هذه الظاهرة، حيث يؤدي إلى تقليل قيمة الابتزاز الحقيقي وجعله عديم الجدوى. ومن الجدير بالذكر أنه يمكن الاستعانة بوحدات معالجة الرسومات التجارية وبرامج بسيطة لتوليد كميات هائلة من محتوى الابتزاز المزيف لأي شخص، مما يؤدي إلى زيادة غير محدودة في إمدادات هذا النوع من المحتوى بطريقة سهلة وقابلة للتطوير.

### الترفيه
في يونيو 2022 تعاون دانييل إيميت، أحد المتسابقين السابقين في برنامج المواهب أمريكا غوت تالنت، مع شركة "ميتافيزيك إيه آي" الناشئة لإنتاج مقطع فيديو مزيف بشكل واقعي شديد ليظهر وكأنه سايمون كاول. اشتهر كويل بنقده اللاذع للمتسابقين،  وفي هذا المقطع، بدا وكأنه على خشبة المسرح يغني أغنية "أنت الإلهام" لفرقة شيكاغو. وبينما كان إيميت يؤدي الأغنية على المسرح، ظهرت صورة سيمون كويل على الشاشة خلفه بتزامن مثالي. وفي 30 أغسطس قلدت الشركة كل من سيمون كويل وهاوي مانديل وتيري كروز وهم يؤدون أغنيات الأوبرا على خشبة المسرح. وقدمت في سبتمبر عرضًا بحيث ظهرت نسخة اصطناعية من إلفيس بريسلي في نهائيات برنامج المواهب الأمريكي.
استُخدم مشروع الذكاء الاصطناعي "15.أيه آي" التابع لمعهد ماساتشوستس للتكنولوجيا في إنتاج محتوى لكثير من مستخدمي الإنترنت، وخاصة على منصات التواصل الاجتماعي.
وفي عام 2023 دخلت فرقتا "أبا" وكيس في شراكة مع إندستريال لايت آند ماجيك و"بوبهاوس إنترتينمنت" لتطوير صور رمزية مزيفة قادرة على تقديم حفلات موسيقية افتراضية.

### الاحتيال والخداع
يستخدم المحتالون تقنية التزييف العميق لخداع الناس وإفرازهم في خطط الاستثمار الزائفة، والنزاهة المالية، والعملات الرقمية، وإرسال المال، واتباع التأييدات الزائفة. تم استخدام صور وأفعال شخصيات مشهورة وسياسيين لتنفيذ هذه الاحتيالات على نطاق واسع، بالإضافة إلى تلك الخاصة بالأفراد العاديين، التي تُستخدم في هجمات التصيد الاحتيالي. ووفقًا لمكتب الأعمال الأفضل، تزداد شعبية الاحتيالات التي تستخدم تقنية التزييف العميق.
استُغِلَّت صور المشاهير بصورة مشينة في عمليات تأييد مزيفة، حيث حُوِّرت هوياتهم لخدمة أغراض احتيالية. فقد ظهرت مقاطع فيديو مزيفة لنجوم كبار مثل تايلور سويفت،  وتوم هانكس،  وأوبرا وينفري،  وإيلون ماسك،  بالإضافة إلى مذيعي أخبار بارزين مثل غايل كينغ،  وسالي بوندوك، وحتى سياسيون أمثال لي هسين لونغ،  وجيم تشالمرز. انتشرت هذه المقاطع المزيفة عبر منصات التواصل الاجتماعي مثل يوتيوب وفيسبوك وتيك توك، على الرغم من وجود سياسات صارمة في هذه المنصات تحظر المحتوى المزيف والمتلاعب به. وقد حظيت هذه المقاطع بملايين المشاهدات، مما يشير إلى مدى انتشار هذه الظاهرة الخطيرة.
تُستخدم تقنية التزييف العميق لعمليات احتيال مختلفة، مثل: تقديم هدايا زائفة من أدوات الطهي من لو كروسيه مقابل "رسوم شحن" دون تسليم المنتجات، إلا مع رسوم شهرية مخفية؛ حلويات إنقاص الوزن التي تُفرض تكاليف أكثر بكثير مما قيل؛ 19] هدايا مزيفة لهواتف آيفون؛  ومخططات احتيالية للثراء السريع،  والاستثمار،  والعملات الرقمية.
تُزود العديد من الإعلانات تقنية استنساخ الصوت بالذكاء الاصطناعي بـ"مقاطع فيديو منزوعة السياق لشخصيات مشهورة" لمحاكاة الأصالة. وتستخدم إعلانات أخرى مقطعًا كاملًا من فيديو لشخصية بارزة قبل الانتقال إلى ممثل أو صوت مختلف. وقد تتضمن بعض الاحتيالات تقنيات التزييف العميق في الوقت الفعلي.
يحذر المشاهير الناس من هذه التأييدات الزائفة ويحثونهم على توخي الحذر ضدها. من غير المرجح أن يقوم المشاهير برفع دعاوى قضائية ضد كل شخص يستخدم تزييف عميق احتيالية، لأن "العثور على المستخدمين المجهولين لوسائل التواصل الاجتماعي ومقاضاتهم يتطلب موارد كثيفة"، على الرغم من أن خطابات التوقف والكف الموجهة لشركات وسائل التواصل الاجتماعي تكون فعالة في إزالة الفيديوهات والإعلانات.
تُستخدم تقنية التزييف العميق الصوتي كجزء من احتيالات الهندسة الاجتماعية، حيث تخدع الأشخاص ليظنوا أنهم يتلقون تعليمات من شخصية موثوق بها. في عام 2019 تعرّض الرئيس التنفيذي لشركة طاقة مقرها المملكة المتحدة لعملية احتيال عبر الهاتف، حيث طُلب منه تحويل مبلغ قدره 220 ألف يورو إلى حساب مصرفي في هنغاريا من قبل شخص استخدم تقنية التزييف العميق الصوتي لانتحال صوت الرئيس التنفيذي لشركة الأم.
ابتداءً من عام 2023، أسهمت التطورات المتسارعة في تقنية التزييف العميق، والتي باتت قادرة على استنساخ صوت الفرد بدقة عالية من تسجيل صوتي لا يتجاوز بضع ثوانٍ أو حتى دقيقة واحدة، بالإضافة إلى ظهور أدوات متقدمة لتوليد النصوص، في تمكين عمليات الاحتيال الآلي التي تستهدف الضحايا من خلال استخدام نسخ رقمية مقنعة لأصدقاء أو أقارب الضحية.

### إخفاء الهوية
يمكن استغلال تقنيات التزييف العميقي الصوتية لإخفاء الهوية الحقيقية للمستخدم. ففي عالم الألعاب الإلكترونية على سبيل المثال، قد يرغب اللاعب في انتحال صوت شخصية اللعبة عند التفاعل مع اللاعبين الآخرين. كما يمكن للأفراد المعرضين للمضايقات، مثل النساء والأطفال، أن يستعينوا بـ "جلود الأصوات" هذه لإخفاء جنسهم أو أعمارهم.

### الميمات
شهد عام 2020 ظهور لقيفة إنترنت (ميمٍ إلكتروني) يستند إلى تقنيات التزييف العميقي، حيث تم إنتاج مقاطع فيديو لأشخاص يؤدون جوقة أغنية "باكا ميتاي" (بمعنى "أحمق للغاية") المستمدة من لعبة ياكوزا زيرو ضمن سلسلة ألعاب الفيديو ياكوزا. في اللعبة الأصلية، يؤدي اللاعب هذه الأغنية الحزينة في لعبة كاراوكيمصغرة. وقد استخدمت معظم نسخ هذا الميم مقطع فيديو عام 2017 نشره المستخدم "دوبسيرول"، والذي قام بمزامنة الأغنية مع حركاته الشفوية، كقالب أساسي.

### السياسة
استُخدمت تقنيّة التزييف العميق لتشويه صورة بعض السياسيين المعروفين فعلى سبيل المثال لا الحصر استُبدل وجه الرئيس الأرجنتيني ماوريسيو ماكري بوجه أدولف هتلر كمَا استعيض عن وجه أنجيلا ميركل بوجه دونالد ترامب. في أبريل 2018؛ نشرَ جوردان بيل وبزفيد فيديو على شكلِ إعلان خدمة عامّة يظهرُ فيه الرئيس الأمريكي السابق باراك أوباما وهوَ يتحدث حولَ خطر التزييف العميق. وفي يناير 2019، بثت شبكة فوكس التلفزيونية هي الأخرى فيديو مصنوع بتقنيّة التزييف العميق «بنيّة حسنة» للرئيس ترامب خلال خطابه في المكتب البيضاوي.
في يونيو 2019، عقدت لجنة الاستخبارات بمجلس النواب الأمريكي جلسات استماع بشأن الاستخدام الخبيث المحتمل لمقاطع الفيديو المزيفة للتأثير على الانتخابات.
في أبريل 2020 نشر الفرع البلجيكي لحركة تمرد ضد الانقراض مقطع فيديو مزيف عميق على منصة فيسبوك، يظهر فيه رئيسة الوزراء البلجيكية صوفي ويلميس. وقد روّج هذا الفيديو لوجود صلة محتملة بين ظاهرة إزالة الغابات وظهور فيروس كورونا المستجد لعام 2019. وقد حقق هذا الفيديو انتشارًا واسعًا. وعلى صفحة فيسبوك التي نشر فيها هذا الفيديو، اعتقد الكثير من المستخدمين أن هذا المقطع مصور بشكل حقيقي، ولم يدركوا أنه من صنع تقنيات التزييف العميق.
شهدت الحملة الرئاسية الأمريكية لعام 2020 انتشارًا واسعًا للمقاطع المزيفة التي زعمت إصابة جو بايدن بتدهور معرفي، حيث صورته هذه المقاطع وهو ينام أثناء المقابلات، أو يضل طريقه، أو يخطئ في التعبير عن أفكاره، الأمر الذي ساهم في تعزيز الشائعات المتعلقة بتدهور حالته الصحية.
خلال الحملة الانتخابية للجمعية التشريعية في دلهي لعام 2020، لجأ حزب بهاراتيا جاناتا في دلهي إلى استخدام تقنية متطورة لتوزيع نسخة معدلة من إعلان انتخابي باللغة الإنجليزية لمانوج تيواري، حيث تم ترجمته إلى لغة هاريانا لتوجيه رسالة مباشرة إلى الناخبين المنحدرين من ولاية هاريانا. وقد تم الاستعانة بممثل لتوفير التعليق الصوتي، ثم تم توظيف تقنيات الذكاء الاصطناعي المدربة على مقاطع فيديو سابقة لخطب تيواري لمزامنة الفيديو مع التعليق الصوتي الجديد. وقد وصف أحد أعضاء الطاقم الحزبي هذا الإجراء بأنه "استخدام إيجابي" لتقنية التزييف العميق، حيث أتاحت لهم الفرصة "للتواصل بشكل مقنع مع شريحة واسعة من الجمهور المستهدف، حتى وإن لم يكن المرشح يتحدث لغة الناخبين".
في عام 2020 أنتج برونو سارتوري مقاطع تزييف عميقة تسخر من سياسيين مثل جايير بولسونارو ودونالد ترامب.
في أبريل من عام 2021، قام شخصان محتالان، يُعرفان باسم فوفان ولكزس ويُتهمَان بالعمل لصالح الدولة الروسية، بالتواصل مع عدد من السياسيين الأوروبيين، مُنتحلَين شخصية ليونيد فولكوف، السياسي الروسي المعارض ورئيس أركان حملة أليكسي نافالني، زعيم المعارضة الروسية. وقد تم ذلك باستخدام تقنية التزييف العميق، كما جاء في مصادر متعددة. مع ذلك، نفى الثنائي في تصريحات لصحيفة ذا فيرج استخدامهما لتقنية التزييف العميق، مدعيين أنهما استعانا بشخص يشبه فولكوف في المظهر فقط.
في مايو 2023 انتشر مقطع فيديو مزيف لنائبة الرئيس كامالا هاريس على وسائل التواصل الاجتماعي، حيث يزعم أنها تتلعثم في كلماتها وتتحدث بشكل لا معنى له عن اليوم والغد والأمس. وفي يونيو 2023 استخدمت الحملة الرئاسية لرون دي سانتيس تقنية التزييف العميق لتحريف صورة دونالد ترامب.
في مارس 2024 شهدت الانتخابات التشريعية في الهند استخدامًا واسع النطاق لتقنية التزييف العميق من قِبل المرشحين السياسيين بهدف الوصول إلى شريحة أوسع من الناخبين. وقد لجأ العديد من هؤلاء المرشحين إلى استغلال تقنيات التزييف العميق المدعومة بالذكاء الاصطناعي والتي ابتكرتها شركة هندية ناشئة تُعرف باسم "ذا إنديان ديب فيكر" أسسها ديفيندرا سينغ جادون،  وذلك لترجمة خطاباتهم السياسية إلى لغات إقليمية متعددة، مما أتاح لهم التواصل بفاعلية مع مختلف المجتمعات اللغوية المنتشرة في أرجاء البلاد. وقد شكل هذا الارتفاع في استخدام تقنية التزييف العميق في الحملات الانتخابية تحولًا جذريًا في أساليب الدعاية السياسية في الهند.

### الإباحية
ظهرت المواد الإباحية المُنتَجة عبر تقنيّة التزييف العميق على الإنترنت في عام 2017 ولا سيما على موقع ريديت، لكنّ هذا الأخير قام بحظرها ونفس الأمر فعلهُ موقعي تويتر وبورن هاب. في خريف عام 2017؛ نشر مستخدم مجهولٌ على موقع ريديت العديد من مقاطع الفيديو الإباحية المُنتجة بتلك التقنيّة وتُعدّ الممثلة ديزي ريدلي أوّل من لفتت الانتباه إلى حساب ذاك المستخدم وما يقومُ به فتبيّن فيما بعد أنّه ذو خِبرة في مجال صناعة مثل هذه الفيديوهات حيثُ كان قد نشرَ مقطعًا إباحيًا مزيفًا تظهرُ فيه عارضة الأزياء الإسرائيلية غال غادوت وهي تُمارس الجنس مع شقيق زوجها كما نشرَ فيديوهات إباحية أخرى مزيّفة لكل من إيما واتسون، كيتي بيري، تايلور سويفت وَسكارليت جوهانسون. كلّ المشاهد لم تكن حقيقية بالطبع؛ حيثُ تمّ إنشاؤها عبر الذكاء الاصطناعي وقد تمّ اكتشافها بعد وقتٍ قصيرٍ من قِبل خُبراء في مجال علوم الكمبيوتر.
مع مرور الوقت؛ قامَ مجتمع ريديت بإصلاح العديد من الأخطاء في مقاطع الفيديو المزيفة ما جعلَ من الصعبِ اكتشافها أو التمييز بينها وبينَ المحتوى الحقيقي. في المُقابل حاول آخرون تطوير برامج تقومُ بجمعِ الفيديوهات والصور الحقيقيّة على النت وتخزنها كبيانات من أجل التدريب على التمييز بين المحتوى الوهمي والمحتوى الحقيقي. جديرٌ بالذكر هنا أنّ القسم الفني والعلمي في مجال فيس هو أول من أبلغَ عن هذه الظاهرة لأوّل مرة في ديسمبر 2017 فقامت باقي وسائل الإعلام الأخرى بتغطية الموضوع.
تحدثت سكارليت جوهانسون علنًا عن موضوع التزييف العميق خِلال مقابلة لها معَ واشنطن بوست في ديسمبر من عام 2018 حيثُ أعربت عن قلقها إزاء هذه «الظاهرة» ووصفت عالمَ الإنترنت بأنهُ «ثقبٌ كبيرٌ من الظلام يأكل نفسه». ومع ذلك؛ قالت سكارليت أيضًا بأنها لن تحاول إزالة أي من الفيديوهات خاصتها المُنشئة بهذه التقنيّة نظرًا لاعتقادها أنها لا تؤثر على صورتها العامة وأن القوانين في مختلف البلدان وطبيعة ثقافة الإنترنت تَجعل أيّ محاولة لإزالة هذا النوع من المُحتوى «قضية فاشلة»؛ كما استرسلت: «نحنُ معشر المشاهير نحظى بحمايةٍ بسببِ شهرتنا لكنّ قضية التزييف العميق قد تؤثر وبشكلٍ كبيرٍ على النساء ذوات الشهرة الأقل والذي يمكن أن تتعرض سمعتهنّ للتضرر في حالة ما تمّ تصويرهنّ زيفًا في فيديوهات إباحية أو شيء من هذا القَبيل.»

### وسائل التواصل الاجتماعي
بدأت تقنية التزييف العميق تنتشر انتشارًا واسعًا على منصات التواصل الاجتماعي، وبرز تطبيق "زاو" الصيني مثالًا واضحًا على ذلك. فقد أتاح هذا التطبيق للمستخدمين استبدال وجوههم بوجوه شخصيات مشهورة في أعمال فنية كلاسيكية ومعاصرة مثل روميو وجولييت وصراع العروش، مما أثار جدلًا واسعًا حول خصوصية البيانات واستخدام هذه التقنية. ورغم أن الشركة المطورة للتطبيق زعمت لاحقًا أنها ستراجع سياستها حيال هذا الشأن، إلا أن المخاوف ظلت قائمة.
وفي سياق متصل، أعلنت شركة فيسبوك عن اتخاذها تدابير جديدة لمواجهة التزييف العميق على منصاتها، وذلك في يناير من عام 2020. كما أشارت دائرة أبحاث الكونجرس إلى أدلة غير مباشرة تشير إلى استخدام أجهزة استخبارات أجنبية لتقنية التزييف العميق في إنشاء حسابات وهمية على وسائل التواصل الاجتماعي بهدف تجنيد أفراد ذوي صلة بمعلومات حساسة.
وفي تطور مثير للاهتمام، انتشرت على منصة تيك توك في عام 2021 مقاطع فيديو واقعية مزيفة للممثل توم كروز، حصدت ملايين المشاهدات. وقد تمكن فنان المؤثرات البصرية البلجيكي كريس أومي من إنشاء نسخة طبق الأصل للممثل باستخدام تقنيات الذكاء الاصطناعي، ظهرت فيها شخصية كروز وهي تقوم بأنشطة يومية مختلفة. وقد أبدى أومي اهتمامًا كبيرًا بتقنية التزييف العميق منذ عام 2018، مؤكدًا على إمكاناتها الإبداعية الواسعة.

### الحسابات الوهمية
يمكن استخدام صور التزييف العميق لإنشاء شخصيات وهمية، يتفاعلون على الإنترنت وفي وسائل الإعلام التقليدية. ويبدو أن صورة تزييف عميق قد صُنعت مع قصة لشخص غير موجود يدعى أوليفر تايلور، وُصِف بأنه طالب جامعي في المملكة المتحدة. وقد قدمت شخصية أوليفر تايلور مقالات رأي في العديد من الصحف، وكانت نشطة على وسائل الإعلام الإلكترونية حيث هاجمت أكاديميًا قانونيًا بريطانيًا وزوجته، ووصفتهما بأنهما "متعاطفان مع الإرهابيين". وقد لفت الأكاديمي الانتباه الدولي في عام 2018 عندما رفع دعوى قضائية في إسرائيل ضد شركة إن إس أو، وهي شركة مراقبة، نيابة عن أشخاص في المكسيك زعموا أنهم ضحايا لتقنية قرصنة الهواتف التابعة للشركة. ولم تتمكن رويترز من العثور إلا على سجلات قليلة لأوليفر تايلور، ولم تجد جامعته أي سجلات عنه. واتفق العديد من الخبراء على أن الصورة الشخصية هي صورة تزييف عميق. ولم تسحب العديد من الصحف المقالات المنسوبة إليه أو تزيلها من مواقعها الإلكترونية. ويخشى أن تكون هذه التقنيات ساحة معركة جديدة في التضليل.
نُشرت صور مزيفة لأشخاص غير موجودين على صفحة "الربيع الصهيوني" على فيسبوك كجزء من الدعاية الحزبية الإسرائيلية. تضمنت الصور شهادات تزعم تخلي أصحابها عن سياساتهم اليسارية لتبني اليمينية، مع منشورات من بنيامين نتنياهو ومصادر يمينية. تم إنشاء الصور باستخدام تقنية "تركيب الصور البشرية"، وروّجت محطات التلفزيون اليمينية لهذه الشهادات رغم عدم وجود أصحابها، مبررة ذلك بأن الأصل غير مهم. كما زُعم وجود تحريض ضد رئيس الوزراء، الذي اشتكى من مؤامرة تستهدفه.

## المخاوف والتدابير المضادة
رغم شيوع الصور المزيفة منذ أمد بعيد، كان تزوير الأفلام أكثر تعقيدًا، إلا أن ظهور تقنية التزييف العميق قد زاد من صعوبة تمييز مقاطع الفيديو الحقيقية عن المزيفة. وقد حذر الباحث في مجال الذكاء الاصطناعي أليكس شامباندارد من سرعة إفساد هذه التقنية للأشياء، مؤكدًا أن المشكلة ليست تقنية بقدر ما هي مشكلة تتعلق بالثقة في المعلومات والصحافة. ومن جانبه، أكد أستاذ علوم الحاسوب هاو لي من جامعة جنوب كاليفورنيا أن استخدام التزييف العميق لأغراض ضارة، كالترويج للأخبار الزائفة، سيؤدي إلى عواقب وخيمة إن لم يتم توعية الناس بهذه التقنية. وتوقع لي أن يصبح التمييز بين مقاطع الفيديو الأصلية والمزيفة مستحيلًا خلال نصف عام من أكتوبر 2019، وذلك بسبب التقدم السريع في مجالي الذكاء الاصطناعي والرسومات الحاسوبية. كما وصف شومان غوسيماجومدار، أحد كبار مسؤولي مكافحة الاحتيال في جوجل، تقنية التزييف العميق بأنها مصدر قلق مجتمعي، متوقعًا أن تتطور هذه التقنية لدرجة تمكن أي فرد من إنتاج ملايين مقاطع الفيديو المزيفة تلقائيًا.

### المصداقية
إنّ الفشل في التمييز بين الفيديو المزيّف والآخر الحقيقي قد يؤثر بشكلٍ كبيرٍ جدًا على كل الفيديوهات المنشورة على الويب كما سيخلق الكثير من الجدل عندَ نشر كل فيديو حتى لو كانَ صحيحًا. في هذا السياق؛ يقولُ الباحث في الذكاء الاصطناعى أليكس شامباندارد «إنه يجب على كل شخص أن يعرفَ أن المشكلة ليست مشكلة تقنية بقدرِ ما هي مُشكلة ثقة في المعلومات التي تُقدّمها وسائل الإعلام وَالصحافة.» ويُواصل: «المشكلة الأساسية هي أن الإنسانية يمكن أن تقع في عصرٍ لم يعد فيهِ من الممكن تحديد ما إذا كان محتوى صورة أو فيديو ما حقيقيًا أم لا!»

### التشهير
تُتيح تقنية التزييف العميق إمكانية الإضرار بالكيانات الفردية بشكل بالغ. ذلك أن هذه التقنية غالبًا ما تستهدف فردًا بعينه، أو علاقاته بالآخرين، بهدف نسج سردية قوية بما يكفي لتأثير على الرأي العام أو المعتقدات. ويمكن تحقيق ذلك من خلال ما يُعرف بالتصيد الصوتي بتقنية التزييف العميق، والذي يتلاعب بالصوت لإنتاج مكالمات هاتفية أو محادثات مزيفة. وهناك أسلوب آخر لاستخدام هذه التقنية يتمثل في التعليقات الخاصة المصطنعة، التي تتلاعب بالوسائط لنقل تعليقات ضارة إلى أفراد بعينهم. ولا يشترط أن تكون جودة الفيديو أو الصوت السلبي عالية جدًّا. فما دام بالإمكان التعرف على مظهر شخص ما وأفعاله، فإن تقنية التزييف العميق قد تضر بسمعته.
وفي سبتمبر من عام 2020، أعلنت شركة مايكروسوفت عن عملها على تطوير أداة برمجية للكشف عن تقنية التزييف العميق.

### الكشف

#### الصوت
تُعد مهمة كشف الصوت المزيف مهمة بالغة التعقيد تتطلب تركيزًا شديدًا على إشارات الصوت لتحقيق نتائج مرضية. وقد أثبتت الدراسات أن الاستعانة بالتعلم العميق ومعالجة البيانات الأولية لتصميم الميزات وتقليل الضوضاء يسهم بشكل كبير في رفع كفاءة أنظمة الكشف.

#### الفيديو
تركز معظم الأبحاث الأكاديمية المتعلقة بالتزييف العميق على اكتشاف المقاطع المرئية المزيفة. ومن الأساليب المتبعة في هذا الصدد استخدام الخوارزميات للتعرف على الأنماط والتقاط التناقضات الدقيقة التي تظهر في تلك المقاطع. فعلى سبيل المثال، طور الباحثون أنظمة آلية تفحص المقاطع المرئية بحثًا عن أخطاء مثل أنماط الوميض غير المنتظمة للإضاءة. غير أن هذا النهج واجه انتقادات، إذ يرى بعض الباحثين أن اكتشاف التزييف العميق يشبه "هدفًا متحركًا"، حيث يستمر إنتاج التزييف العميق في التطور والتحسن بالتوازي مع تطور الخوارزميات المستخدمة في اكتشافه.
ولتقييم أكثر الخوارزميات فعالية في اكتشاف التزييف العميق، أطلق تحالف من شركات التكنولوجيا الرائدة تحدي اكتشاف التزييف العميق بهدف تسريع تطوير التكنولوجيا المستخدمة في تحديد المحتوى المتلاعب به. وقد بلغت دقة النموذج الفائز في هذا التحدي 65% على مجموعة اختبار تضمنت 4000 مقطع فيديو. ومن جهة أخرى، أظهرت دراسة أجراها فريق من معهد ماساتشوستس للتكنولوجيا ونشرت في ديسمبر 2021 أن البشر العاديين يتمتعون بدقة تتراوح بين 69% و72% في تحديد عينة عشوائية مكونة من 50 مقطعًا من هذه الفيديوهات.
في شهر أكتوبر 2020، نشر فريق من جامعة بافالو بحثًا علميًا يبيّن تقنيتهم المبتكرة في استغلال انعكاسات الضوء في عيون الأشخاص المصوّرين لفضح التزييف العميق بدقة عالية، حتى دون الحاجة إلى الاعتماد على أدوات الكشف بالذكاء الاصطناعي، على الأقل في الوقت الراهن. أما في حالة الشخصيات البارزة ذات التوثيق الوافي، مثل القادة السياسيين، فقد تم تطوير خوارزميات متخصصة للتمييز بين السمات الهوياتية المميزة لكل فرد، مثل أنماط الحركات الوجهية والإيماءات والصوت، مما يمكن من كشف المزيفين الذين يستخدمون تقنية التزييف العميق.
أجرى فريق بحثي برئاسة الدكتور وائل عبد المجيد في مختبر الرؤية الحاسوبية وتحليل الوسائط المتعددة (VIMAL) بمعهد علوم المعلوماتبجامعة جنوب كاليفورنيا تطويرًا متتاليًا لجيلين  من الكاشفات المصممة لكشف التزييف العميق في مقاطع الفيديو، وذلك بالاعتماد على الشبكات العصبية التلافيفية. استهدف الجيل الأول من هذه الكاشفات تحديد التناقضات المكانية والزمانية في الفيديوهات المزيفة من خلال الاستعانة بالشبكات العصبية المتكررة،  بهدف كشف الشوائب البصرية المتبقية جراء عملية التزييف العميق. وقد حققت هذه الخوارزمية دقة وصلت إلى 96% على مجموعة البيانات الشاملة FaceForensics++، والتي كانت تعتبر المرجع الأساسي في تقييم كفاءة كاشفات التزييف العميق في ذلك الحين.
أما الجيل الثاني من هذه الكاشفات فاستند إلى الشبكات العصبية العميقة الشاملة لتقسيم الشوائب البصرية عن المعلومات الدلالية الوجوهية عالية المستوى. وتم ذلك باستعمال شبكة عصبية ذات شقين: ينقل الشق الأول معلومات اللون، بينما يكبح الشق الآخر محتوى الوجه ويعزز الترددات المنخفضة باستعمال مرشح لابلاس غاوسي. علاوة على ذلك، طُورت دالة خسارة جديدة تهدف إلى تعلم تمثيل مضغوط للوجوه الحقيقية، بينما تعمل على تفريق تمثيلات الفيديوهات المزيفة.
تبين التقنيات الحديثة أن سلسلة الكتل قادرة على مساعدتنا في التأكد من مصدر أي مقطع فيديو أو صورة بصريّة. فقبل نشر أي مقطع فيديو على منصات التواصل الاجتماعي، يمكننا الرجوع إلى سجله الخاص لمعرفة صاحبه الأصيل. وبهذه الطريقة، لا تُقبل إلا المقاطع الفيديوية الصادرة عن مصادر موثوقة، مما يحد من انتشار المقاطع المزيفة الضارة التي تُصنع باستخدام تقنيات الذكاء الاصطناعي.
وقد اقترح بعض الخبراء إضافة نوع من التوقيع الرقمي لكل صورة أو مقطع فيديو يُلتقط بكاميرا، حتى تلك الملحقة بالهواتف الذكية، وذلك لمنع التلاعب بها. وبفضل هذا التوقيع، يمكننا معرفة الشخص الذي قام بتصوير الصورة أو الفيديو، مما يساعدنا في مكافحة نشر المعلومات الزائفة. وللكشف عن المكالمات الفيديوية المزيفة، يمكننا باتباع طريقة بسيطة أن نطلب من محدثنا تحريك رأسه قليلًا، وبهذه الطريقة يمكننا التأكد من أنه شخص حقيقي وليس مجرد صورة متحركة.

### الوقاية
يذكر هنري أجدر، العامل في شركة "ديب تريس" المتخصصة في كشف عمليات التزييف العميق، وجود عدة وسائل للوقاية من هذه العمليات في بيئة العمل. من بين هذه الوسائل، استخدام كلمات السر الدلالية أو الأسئلة السرية أثناء إجراء المحادثات الحساسة. كما ينبغي تحديث مصادقة الصوت وغيرها من خصائص الأمان الحيوية بشكل دوري. بالإضافة إلى ذلك، يلعب تثقيف الموظفين حول مخاطر التزييف العميق دورًا حيويًا في مواجهة هذا التهديد.

### الجدل
في مارس 2024 عُرض شريط مرئي صادر عن قصر بكنغهام يظهر فيه كاثرين أميرة ويلز وهي تعاني من مرض السرطان وتخضع لعلاج كيميائي. إلا أن هذا الشريط قد أثار جدلًا واسعًا، إذ ادعى البعض أن المرأة الظاهرة فيه ليست سوى صورة مُصنَّعة بالذكاء الاصطناعي. وقد شكك جونثان بيركنز، مدير سباقات جامعة كاليفورنيا في لوس أنجلوس، في صحة إصابتها بالسرطان، وتقدّم بتخمينات مفادها أنها قد تكون في حالة حرجة أو حتى فارقت الحياة.

### الانتهاكات
يقول الخبير في علوم الكمبيوتر آرجوير زيتونغ (بالإنجليزية: Aargauer Zeitung)‏ أن التلاعب بالصور ومقاطع الفيديو باستخدام الذكاء الاصطناعي يُمكن أن يصبح ظاهرة جماعية خطيرة. ومع ذلك؛ فإن هذا التخوّف هو نفسه الذي شعرَ به الكل حينما ظهرت للوجود برامج تحرير الفيديو وبرامج تحرير الصور. بشكلٍ عام؛ تبقى قُدرة البشر على التمييز بين الفيديو المزوّر والآخر الحقيقي هي العامِل الأهم في التأثير إيجابيًا أم سلبيًا على هذه التقنيّة.

## أمثلة

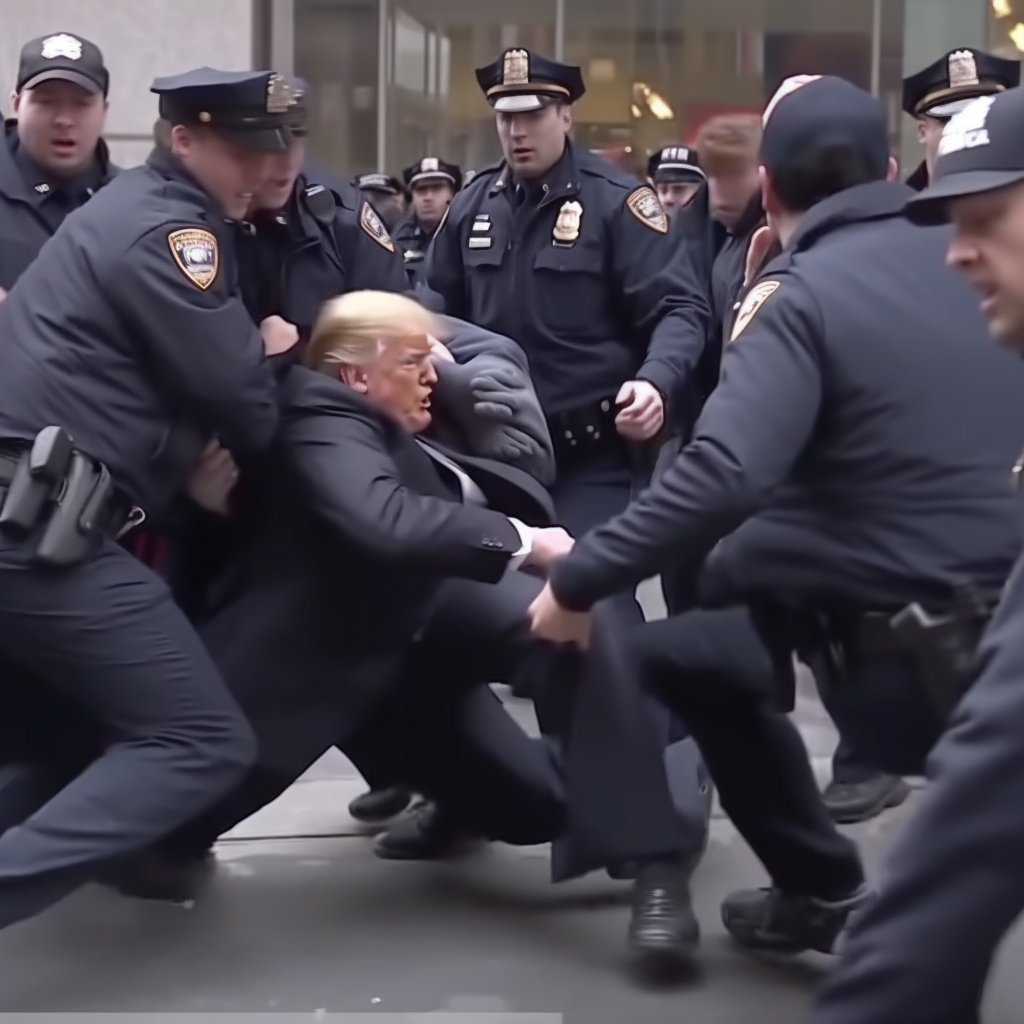
صورة مزيفة تم إنشاؤها بواسطة ميدجورني لدونالد ترامب أثناء اعتقاله.

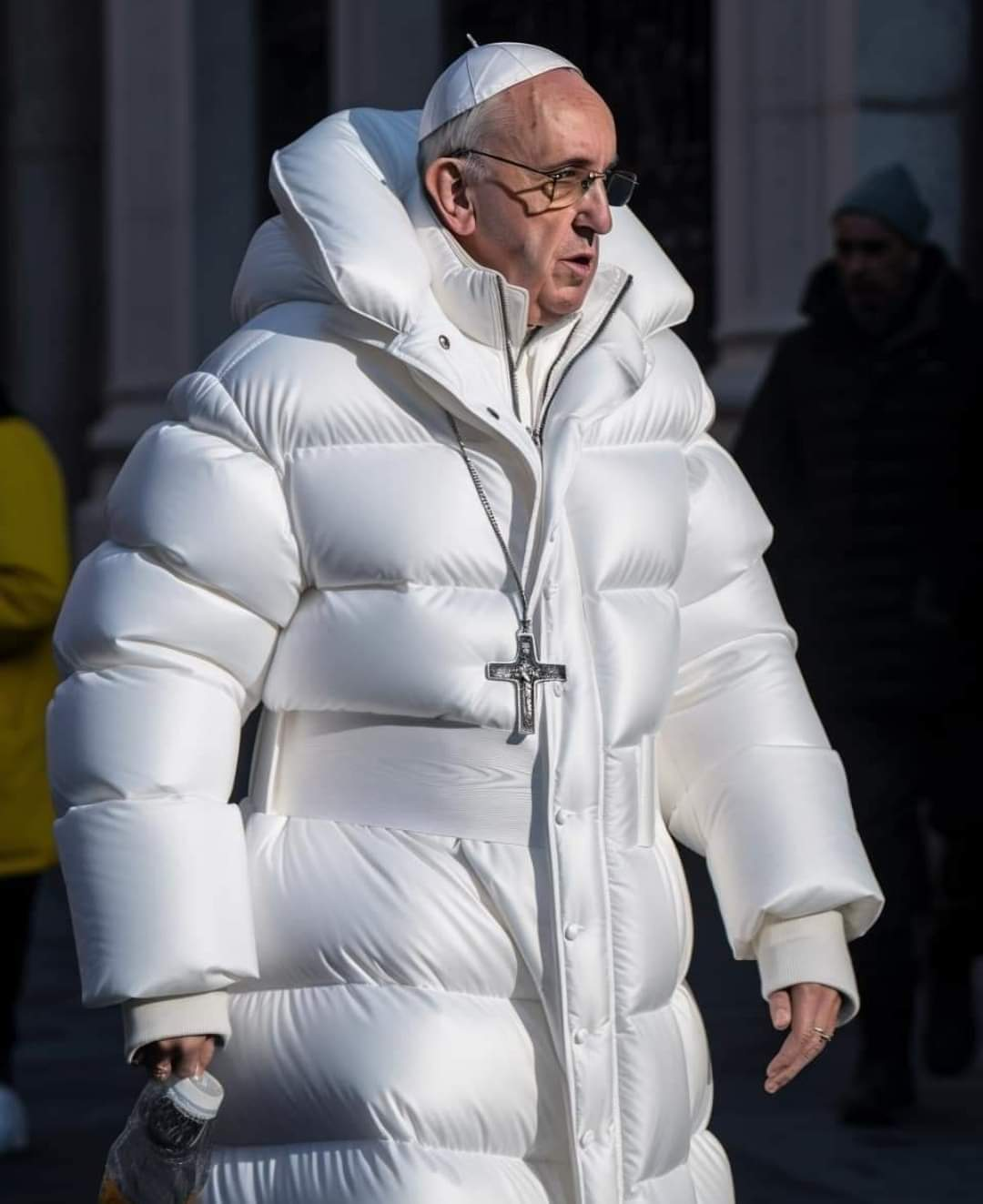
الصورة المزيفة التي تم إنشاؤها بواسطة ميدجورني للبابا فرانسيس وهو يرتدي سترة منفوخة

باراك أوباما
في 17 أبريل 2018، نشر الممثل الأمريكي جوردان بيل بالتعاون مع موقع بزفيد وشركة مونكي باو برودكشنز مقطع فيديو مزيفًا على منصة يوتيوب، يظهر فيه الرئيس السابق باراك أوباما وهو يوجه إهانات لدونالد ترامب ويطلق عليه ألقابًا مهينة. في هذا المقطع، تم تعديل صوت ووجه بيل ليحاكيا صوت وملامح أوباما بشكل دقيق. كان الهدف من هذا الفيديو تسليط الضوء على العواقب الخطيرة وقوة تأثير المقاطع المزيفة، وكيف يمكنها أن تُظهر أي شخص وهو يقول أي شيء.
دونالد ترامب
في 5 مايو 2019، نشر حساب ديربفيك مقطع فيديو مزيفًا على منصة يوتيوب يظهر فيه دونالد ترامب، مستندًا إلى مشهد كوميدي قدمه جيمي فالون في برنامج برنامج الليلة.[186] في المشهد الأصلي، الذي عُرض في 4 مايو 2016، كان جيمي فالون يرتدي زيًّا يُحاكي دونالد ترامب ويبدو وكأنه يجري مكالمة هاتفية مع باراك أوباما، حيث تحدث بأسلوب يتفاخر فيه بفوزه في الانتخابات التمهيدية بولاية إنديانا.[186] أما في المقطع المزيف، فقد تم تعديل وجه جيمي فالون ليبدو كوجه دونالد ترامب، مع بقاء الصوت دون تغيير. أُنتج هذا الفيديو المزيف من قِبَل ديربفيك بغرض كوميدي. في مارس 2023، انتشرت سلسلة صور تُظهر ضباط شرطة نيويورك وهم يضعون الأصفاد على دونالد ترامب. أُنشئت هذه الصور باستخدام برنامج ميدجورني ونُشرت في البداية عبر تويتر بواسطة ألين هيغينز، لكنها أُعيدت مشاركتها لاحقًا بدون أي سياق، مما دفع بعض المشاهدين إلى الاعتقاد بأنها صور حقيقية.
نانسي بيلوسي
في عام 2019، انتشر مقطع من خطاب نانسي بيلوسي في مركز التقدم الأمريكي (الذي ألقته في 22 مايو 2019) حيث تم إبطاء الفيديو، بالإضافة إلى تغيير درجة الصوت، ليبدو الأمر كما لو كانت في حالة سكر، على نطاق واسع على وسائل التواصل الاجتماعي. يزعم المنتقدون أن هذا لم يكن تزييفًا عميقًا، بل تزييفًا سطحيًا - وهو شكل أقل تعقيدًا من التلاعب بالفيديو.
مارك زوكربيرغ
في مايو 2019 تعاون فنانان مع شركة كاني آي في إنتاج مقطع فيديو مزيف لمؤسس منصة فيسبوك، مارك زوكربيرغ، يتحدث فيه عن جمع البيانات والسيطرة عليها من مليارات الأفراد. وقد جاء هذا الفيديو كجزء من معرضٍ هدفه توعية الجمهور بمخاطر الذكاء الاصطناعي.
كيم جونغ أون وفلاديمير بوتين
في 29 سبتمبر 2020، حمّلت مجموعة "تمثيلنا" غير الحزبية مقاطع فيديو مزيفة على يوتيوب تصور كيم جونغ أون وفلاديمير بوتين، بهدف التحذير من تدخلهم في الانتخابات الأمريكية وتهديد الديمقراطية. رغم توضيح زيف اللقطات، لم تُبث الإعلانات خشية رد فعل الجمهور. وفي 5 يونيو 2023، نشر مصدر مجهول فيديو مزيفًا لبوتين يعلن غزوًا روسيًا وتعبئة عامة عبر شبكات إعلامية.
فولوديمير زيلينسكي
في 16 مارس 2022، انتشر مقطع فيديو مزيف يصور الرئيس الأوكراني فولوديمير زيلينسكي يدعو جنوده للاستسلام خلال الغزو الروسي. روجت له وسائل التواصل الروسية، وحُذف لاحقًا من فيسبوك ويوتيوب، بينما سمح تويتر بنشره مع كشف زيفه. اخترق المتسللون قناة أوكرانيا 24 لإدخال الفيديو والمزاعم الكاذبة بأن زيلينسكي فر من كييف. رد زيلينسكي بفيديو يؤكد صمود بلاده حتى النصر.
وولف نيوز
في أواخر 2022، نشر مروجون مؤيدون للصين مقاطع فيديو مزيفة تحمل شعار "وولف نيوز" باستخدام ممثلين اصطناعيين، تم تطويرهم بتقنية من شركة Synthesia في لندن، التي تسوقها كخيار اقتصادي لمقاطع التدريب والموارد البشرية.
البابا فرانسيس
في شهر مارس 2023 استغل عامل بناء مجهول الهوية من مدينة شيكاغو منصة ميدجورني لتوليد صورة مزيفة للبابا فرنسيس وهو يرتدي سترة منفوخة باللون الأبيض من علامة بالينسياغا. انتشرت هذه الصورة بشكل واسع، وحصدت أكثر من عشرين مليون مشاهدة. وصف الكاتب ريان برودريك هذه الصورة بأنها "أول حالة تضليل حقيقية على مستوى الجماهير باستخدام الذكاء الاصطناعي". وقد وصف الخبراء الذين استشارتهم مجلة سلايت هذه الصورة بأنها "غير متطورة"، مشيرين إلى أنه "كان بإمكان أي شخص أن ينتج صورة مماثلة باستخدام برنامج الفوتوشوب قبل خمس سنوات".
كير ستارمر
في أكتوبر 2023، انتشر مقطع صوتي مزيف يُظهر زعيم حزب العمال البريطانيكير ستارمر وهو يسيء معاملة موظفيه، بالتزامن مع اليوم الأول من مؤتمر الحزب.
راشميكا ماندانا
في مطلع نوفمبر 2023 تعرضت الممثلة الهندية المعروفة، راشميكا ماندانا، إلى عملية تزوير رقمية متقدمة حينما انتشر مقطع فيديو مفبرك على نطاق واسع عبر منصات التواصل الاجتماعي. وقد ظهر في هذا المقطع وجه الممثلة راشميكا وقد تم استبداله بوجه المؤثرة الهندية البريطانية الشهيرة، زارا باتيل. وقد نفت المؤثرة زارا باتيل بشكل قاطع أي علاقة لها بإنتاج هذا المقطع.
بونغ بونغ ماركوس
في أبريل 2024، نُشر فيديو مزيف يُظهر الرئيس الفلبيني بونغ بونغ ماركوس في موقف مغاير للحقيقة. الفيديو هو عرض شرائح مصحوب بتسجيل صوتي مزيف يُنسب إلى ماركوس، حيث يُزعم أنه يأمر القوات المسلحة الفلبينية وقوة المهام الخاصة بالتحرك "كما يقتضي الموقف" في حال تعرضت الفلبين لهجوم من الصين. تم نشر الفيديو في وقت كانت فيه التوترات تتصاعد بسبب النزاع في بحر الصين الجنوبي. وأعلنت دائرة الاتصالات الرئاسية أن الرئيس لم يصدر أي توجيه من هذا القبيل، مشيرة إلى أن جهة أجنبية قد تكون وراء هذا المحتوى المفبرك. كما تم تقديم اتهامات جنائية من قبل "كابيسانان نغ ماي بروكاستر نغ فلبيناس" فيما يتعلق بهذا المحتوى المزيف. في 22 يوليو 2024، تم نشر فيديو يظهر ماركوس وهو يستنشق مواد مخدرة غير قانونية، على يد كلير كونتريراس، وهي من مؤيدي ماركوس السابقين. أُطلق على هذا الفيديو اسم "فيديو البولفرون"، وقد أشار الإعلام إلى تطابقه مع التلميحات التي قدمها سلف ماركوس، رودريغو دوتيرتي، بأن ماركوس مدمن على المخدرات؛ كما تم عرض الفيديو في تجمع "هاكبانغ نغ ماي سوج" الذي نظمته جماعات مؤيدة لدوتيرتي. وبعد يومين، توصلت الشرطة الوطنية الفلبينية والمكتب الوطني للتحقيقات، بناءً على نتائج تحقيقاتهم الخاصة، إلى أن الفيديو تم إنشاؤه باستخدام الذكاء الاصطناعي، وأشاروا إلى وجود تناقضات بين الشخص في الفيديو وماركوس، مثل التفاصيل الخاصة بأذني الشخصين.
جو بايدن
قبل الانتخابات الرئاسية الأمريكية لعام 2024، تم إجراء مكالمات هاتفية باستخدام تقنية تحاكي صوت الرئيس الحالي جو بايدن بهدف ثني الناخبين عن التصويت له. تم اتهام الشخص المسؤول عن هذه المكالمات بممارسة قمع الناخبين وانتحال شخصية المرشح. اقترحت لجنة الاتصالات الفيدرالية فرض غرامة قدرها 6 ملايين دولار أمريكي على الشخص المسؤول، بينما اقترحت فرض غرامة قدرها 2 مليون دولار على شركة "لينغو تليكوم"، الشركة التي يُزعم أنها قامت بنقل المكالمات.

## الردود

### ردود الفعل على الإنترنت
تتخذ منصة تويتر (المعروفة حاليًا باسم X) إجراءات صارمة لمواجهة انتشار الوسائط المزيفة والمعدلة. ومن بين هذه الإجراءات، تقوم تويتر بوضع علامة تحذير على التغريدات التي تحتوي على محتوى مرئي أو صوتي تم التلاعب به أو توليده بواسطة تقنيات التزييف العميق، مما يوضح للمشاهدين طبيعة التلاعب الذي طرأ على هذا المحتوى. كما تظهر إشعارات تحذيرية للمستخدمين قبل التفاعل مع مثل هذه التغريدات، سواء بإعادة نشرها أو الإعجاب بها أو التعليق عليها. بالإضافة إلى ذلك، توفر المنصة رابطًا إضافيًا بجوار التغريدة، يوجه المستخدمين إلى مصادر موثوقة مثل لحظات تويتر أو مقالات إخبارية، مما يساعد على كشف حقيقة هذه الوسائط وتوضيح السياق الصحيح لها. وفي الحالات التي تشكل فيها هذه الوسائط تهديدًا لسلامة المستخدمين، تحتفظ تويتر بحق إزالة التغريدات التي تحتوي عليها. ولتعزيز قدرتها على اكتشاف المحتوى المزيف والمعدل، تدعو تويتر الخبراء والمختصين في هذا المجال إلى التعاون معها من خلال ملء نموذج مخصص، بهدف تطوير حلول تكنولوجية أكثر فعالية لكشف هذه الأنواع من التلاعب بالوسائط.
في شهر أغسطس 2024 قام وزراء ولايات مينيسوتا وبنسلفانيا وواشنطن وميشيغان ونيو مكسيكو بتوجيه رسالة مفتوحة إلى مالك منصة إكس إيلون ماسك يحثونه فيها على إدخال تعديلات على أداة توليد النصوص إلى مقاطع فيديو الجديدة والتي تحمل اسم "جروك"، والتي تم إضافتها إلى المنصة في الشهر ذاته. وقد أشار الوزراء في رسالتهم إلى قيام هذه الأداة بنشر معلومات مضللة حول الانتخابات الرئاسية، الأمر الذي أثار مخاوفهم.
بذلت منصة فيسبوك مساعٍ حثيثة لتشجيع إنتاج مقاطع فيديو مزيفة، وذلك بغية تطوير أحدث البرامج القادرة على كشف هذه المقاطع المزورة. وقد لعبت فيسبوك دورًا محوريًا في استضافة "تحدي الكشف عن مقاطع الفيديو المزيفة" (DFDC) الذي أُقيم في ديسمبر من عام 2019، حيث شارك فيه 2114 متسابقًا قدموا أكثر من 35 ألف نموذج. وقد تم تحليل أفضل هذه النماذج التي حققت أعلى دقة في كشف أوجه التشابه والاختلاف بين المقاطع الحقيقية والمزيفة؛ وهذه النتائج تمثل مجالات ذات أهمية بالغة في المزيد من الأبحاث الهادفة إلى تحسين وصقل نماذج الكشف عن مقاطع الفيديو المزورة. كما أوضحت منصة فيسبوك أنها ستقوم بإزالة أي وسائط تم إنشاؤها باستخدام تقنيات الذكاء الاصطناعي بهدف تغيير خطاب الفرد. ومع ذلك، فإن الوسائط التي تم تعديلها لتغيير ترتيب أو سياق الكلمات في رسالة معينة ستبقى على المنصة ولكن سيتم تصنيفها على أنها مزيفة، وذلك لأنها لم يتم إنشاؤها بالاعتماد على تقنيات الذكاء الاصطناعي.
في 31 يناير 2018 شرعت منصة جي إف واي كات في إزالة جميع التزييفات العميقة من على منصتها. وعلى منصة ريديت حُظرت الصفحة الفرعية المعنية بالتزييف العميق لانتهاكها سياسة المنصة المتعلقة بالإباحية غير الطوعية.
وفي الشهر ذاته، صرح ممثلو منصة تويتر بأنهم سيقومون بتعليق الحسابات المشتبه في نشرها لمحتوى مزيف عميق مخالف للشروط. كما اتخذ موقع الدردشة ديسكورد إجراءات صارمة ضد التزييف العميق في الماضي،  وأعلن موقفًا واضحًا معارضًا لهذه التقنية. وفي سبتمبر من العام نفسه، أضافت شركة جوجل مفهوم "الصور الإباحية الاصطناعية غير الطوعية" إلى قائمة محظوراتها، مما يتيح لأي فرد طلب حظر النتائج التي تعرض صورًا عارية مزيفة له.
أعلنت منصة بورن هاب عن عزمها حظر مقاطع الفيديو المزيفة على موقعها الإلكتروني، معتبرة إياها "محتوى مخالفاً" لما تضمنته شروط الخدمة التي وضعتها المنصة. كما سبق وأن صرحت المنصة لموقع ماسابل بأنها ستقوم بحذف أي محتوى يتم الإبلاغ عنه على أنه مزيف عميق. وقد أشار باحثون من موقع "مذر بورد" إلى أن البحث عن مصطلح "ديبفيكس" على منصة بورنهاب لا يزال يعرض العديد من مقاطع الفيديو المزيفة الحديثة.
أعلنت شركة فيسبوك في وقت سابق أنها لن تقوم بحذف مقاطع الفيديو المزيفة التي يتم إنشاؤها باستخدام تقنيات التزييف العميق من على منصاتها. وبدلًا من ذلك، ستقوم بوضع علامة على هذه المقاطع لتحديدها بأنها مزيفة من قبل جهات خارجية، مما سيؤدي إلى تقليل ظهورها في خلاصات المستخدمين. وقد جاء هذا الرد في يونيو عام 2019، بعد تداول مقطع فيديو مزيف بشكل واسع على منصتي فيسبوك وإنستغرام، يظهر فيه مارك زوكربيرغ في مقطع فيديو قديم يعود إلى عام 2016.
في مايو 2022 عدلت شركة جوجل شروط الخدمة الخاصة بمختبراتها التعاونية "جوبيتر" بشكل رسمي، وحظرت استخدام هذه الخدمة في إنتاج مقاطع الفيديو المزيفة. جاء ذلك بعد مقال في مجلة "فايس" ذكر أن برنامج "ديب فيس لاب" الشهير، الذي يُستخدم لإنتاج مقاطع فيديو مزيفة، كان يُستغل بشكل رئيسي لإنشاء صور إباحية غير توافقية، ويستغل خدمات جوجل التعاونية لهذا الغرض.

### التشريعات
برزت ردود فعل تشريعية في الولايات المتحدة لمواجهة التحديات التي تطرحها تقنية التزييف العميق. فقد شهد عام 2018 تقديم مشروع قانون إلى مجلس الشيوخ الأمريكي يقضي بحظر التزييف العميق ذي الأغراض الخبيثة، تلاه في عام 2019 تقديم قانون مساءلة التزييف العميق إلى الكونغرس الأمريكي من قبل عضوة مجلس النواب إيفيت كلارك. وعلى مستوى الولايات، تبنت عدة ولايات تشريعات خاصة بالتزييف العميق، من بينها فرجينيا وتكساس وكاليفورنيا ونيويورك، حيث تم تتبع اتهامات متنوعة كسرقة الهوية والمطاردة الإلكترونية والانتقام الإباحي، مع الدعوة إلى تشريعات أكثر شمولية.
ومن أبرز الإنجازات التشريعية في هذا الصدد، توقيع حاكم كاليفورنيا غافن نيوسوم في الثالث من أكتوبر عام 2019 على قانوني الجمعية رقم 602 ورقم 730. يمنح القانون الأول للأفراد المستهدفين بمحتوى جنسي مزيف حق مقاضاة منشئي هذا المحتوى، بينما يحظر القانون الثاني توزيع محتوى صوتي أو مرئي مزيف يهدف إلى التأثير على نتائج الانتخابات خلال فترة محددة. وفي محاولة لمواجهة التهديدات التي يشكلها التزييف العميق على الأمن القومي، قدمت عضوة مجلس النواب إيفيت كلارك مشروع قانون مساءلة التزييف العميق إلى الكونغرس الأمريكي في سبتمبر 2023. كما قدمت عضوة أخرى هي ماريا إيلفيرا سالازار مشروع قانون في يناير 2024 يهدف إلى حماية حقوق الملكية الفردية، بما في ذلك الصوت، في ظل تزايد استخدام الذكاء الاصطناعي.
في شهر نوفمبر 2019 أعلنت السلطات الصينية أنه يجب أن تحمل المقاطع المرئية المزيفة وغيرها من المحتويات المصنعة إشعارًا واضحًا يبين زيفها ابتداءً من العام 2020م. وقد أوضحت إدارة الفضاء الإلكتروني الصينية عبر موقعها الإلكتروني أن عدم الامتثال لهذا الإجراء قد يُعَد جريمة. ويبدو أن الحكومة الصينية تحتفظ لنفسها بالحق في مقاضاة كل من المستخدمين ومنصات الفيديو عبر الإنترنت المخالفة لهذه القواعد. وقد أصدرت إدارة الفضاء الإلكتروني الصينية بالاشتراك مع وزارة الصناعة وتكنولوجيا المعلومات ووزارة الأمن العام "الأحكام المتعلقة بإدارة خدمات المعلومات عبر الإنترنت ذات التركيب العميق" في شهر نوفمبر من عام 2022. ودخلت أحكام التركيب العميق المحدثة في الصين (الأحكام الإدارية المتعلقة بالتركيب العميق في خدمات المعلومات القائمة على الإنترنت) حيز التنفيذ في شهر يناير من عام 2023م.
في المملكة المتحدة، يمكن مساءلة منتجي المواد المزيفة العميقة قضائيًا بتهمة التحرش، إلا أن إنتاج مثل هذه المواد لم يكن جنحة محددة بموجب القانون حتى عام 2023، حيث صدر قانون السلامة عبر الإنترنت الذي جرّم صناعة المواد المزيفة العميقة. وتعتزم المملكة المتحدة توسيع نطاق هذا القانون ليشمل تجريم المواد المزيفة العميقة المنتجة "بقصد التسبب في ضائقة" في عام 2024.
في كندا، خلال عام 2019، أصدرت وكالة أمن الاتصالات تقريرًا أفاد بأن تقنية التزييف العميق يمكن توظيفها للتدخل في الشأن السياسي الكندي، لا سيما لتشويه سمعة السياسيين والتأثير على توجهات الناخبين. وبناءً على ذلك، توجد سبل متعددة يتسنى للمواطنين الكنديين اتباعها للتصدي لمثل هذه التزييفات حال استهدافهم بها. وفي فبراير من عام 2024، قدم البرلمان الكندي في دورته الرابعة والأربعين مشروع القانون رقم C-63، والذي يهدف إلى سن قانون لمكافحة الأضرار الناجمة عن الإنترنت، وذلك بتعديل القوانين الجنائية وقوانين أخرى. وقد تم التخلي عن نسخة سابقة من هذا المشروع، ألا وهي C-36، مع حل البرلمان الكندي في دورته الثالثة والأربعين في سبتمبر من عام 2021.
لا توجد في الهند حاليًا تشريعاتٌ صريحةٌ تنظم تقنيات الذكاء الاصطناعي والتزييف العميق بشكل مباشر. ومع ذلك، فإن بعض أحكام القانون الجنائي الهندي وقانون تكنولوجيا المعلومات لسنة 2000/2008 يمكن أن تُستدعى لتقديم حلول قانونية في هذا الصدد. ومن الجدير بالذكر أن مشروع قانون الهند الرقمي الجديد المقترح يتضمن فصلًا خاصًا مخصصًا لتقنيات الذكاء الاصطناعي والتزييف العميق، وذلك وفقًا لما صرح به وزير الدولة راجيف شاندراسيخار.
يتبنى الاتحاد الأوروبي نهجًا قائمًا على تقييم المخاطر في تنظيم أنظمة الذكاء الاصطناعي، وذلك من خلال قانون الذكاء الاصطناعي لعام 2024. يقسم هذا القانون أنظمة الذكاء الاصطناعي إلى فئاتٍ عدة بناءً على مستوى المخاطر التي تشكلها، مثل الفئات ذات المخاطر غير المقبولة والعالية والمحدودة والدنيا. ويهدف هذا التصنيف إلى تحديد الالتزامات التنظيمية التي تقع على عاتق مقدمي ومستخدمي هذه الأنظمة. ومع ذلك، يواجه هذا القانون تحديات في تطبيقه على تقنيات التزييف العميق، وذلك لعدم وجود تعريفات واضحة ومحددة لمفهوم "المخاطر" في سياق هذه التقنيات. فقد أثار فقهاء القانون تساؤلات حول تصنيف أنظمة التزييف العميق المستخدمة في الأغراض السياسية التضليلية أو في إنشاء محتوى بصري حميمي دون موافقة، وحول ما إذا كانت هذه الاستخدامات تستدعي تصنيفها ضمن أنظمة الذكاء الاصطناعي "عالية المخاطر"، مما يستوجب بالتالي تطبيق معايير تنظيمية أكثر صرامة عليها.
في آب (أغسطس) من عام 2024م، شرعت لجنة حماية البيانات الأيرلندية (DPC) في اتخاذ إجراءات قانونية ضد منصة إكس لاستغلالها غير المشروع للبيانات الشخصية لأكثر من ستين مليون مستخدم في الاتحاد الأوروبي والمنطقة الاقتصادية الأوروبية، وذلك بهدف تدريب تقنيات الذكاء الاصطناعي التابعة لها، ومن بينها روبوت الدردشة (غروك).

### وكالة داربا
في عام 2016 أطلقت وكالة مشاريع الأبحاث الدفاعية المتقدمة (داربا) برنامج "ميدي فور" الذي استمر حتى عام 2020. وكان الهدف من هذا البرنامج اكتشاف التلاعب الرقمي في الصور ومقاطع الفيديو، بما في ذلك التزييف العميق، بطريقة آلية. وفي صيف 2018 نظمت ميدي فور مسابقة لتشجيع الأفراد على ابتكار مقاطع فيديو وصوت وصور تعتمد على الذكاء الاصطناعي، إلى جانب أدوات للكشف عن هذه التزييفات. وقد اقترحت ميدي فور إطارًا ثلاثي الطبقات لتقييم مدى مصداقية الوسائط الرقمية، وذلك بدمج النزاهة الرقمية والمادية والدلالية في مؤشر واحد، بهدف تمكين الكشف الدقيق عن التلاعب بالوسائط.
وفي عام 2019 استضافت داربا "يوم المقترحين" لبرنامج "سيما فور" لتشجيع الباحثين على تطوير حلول لمنع انتشار الوسائط المزيفة التي تعتمد على الذكاء الاصطناعي. كما تعاونت وكالة مشاريع الأبحاث الدفاعية المتقدمة وبرنامج "سيما فور" على تطوير خوارزميات تستند إلى المنطق السليم للكشف عن هذه الوسائط. وبناءً على تقنيات ميدي فور، تستطيع خوارزميات الإسناد في "سيما فور" تحديد مصدر الوسائط الرقمية، بينما تحدد خوارزميات التوصيف الغرض من إنشاء هذه الوسائط أو التلاعب بها. وفي مارس 2024 نشرت "سيما فور" كتالوجًا تحليليًا يوفر للجمهور إمكانية الوصول إلى الموارد مفتوحة المصدر التي طورتها.

### اللجنة الدولية لبيئة المعلومات
أُنشئت اللجنة الدولية للبيئة المعلوماتية في 2023 كتحالف يضم أكثر من مائتين وخمسين عالِماً يعملون جاهدين على وضع تدابير فعالة لمكافحة التزييف العميق وغيره من المشكلات الناتجة عن التحيزات الخاطئة في المؤسسات التي تنشر المعلومات عبر شبكة الإنترنت.